# Enrico Chiesa
Enrico Chiesa (Génova, 29 de diciembre de 1970) es un exfutbolista italiano, que se desempeñaba como delantero. Es el padre de Federico Chiesa, actual jugador de la Liverpool F. C y producto de la cantera de la ACF Fiorentina

## Biografía
Comienza su carrera en el Pontedecimo durante la temporada (1986-87) pasando al término de esta a la Sampdoria, equipo de la Serie A, donde integró la plantilla por las temporadas de (1988-89, 1992-93, e 1995-96), para la temporada (1990-91) pasó al Teramo Calcio, de la Serie C2, para la temporada siguiente integró el Chieti, para la temporada (1993-94) formó parte del Modena de la Serie B; para la temporada siguiente, volvió a la Serie A con la escuadra del Cremonese, y en 1996, dio el gran salto al pasar al Parma, donde permaneció por tres temporadas; luego, integró el equipo de la Fiorentina (1999-2002), donde fue compañero del goleador Gabriel Batistuta. Para la temporada (2002-03) pasó a la Lazio. Y, desde el 2003, juega, siempre en Serie A, en el Siena.
Con la Selección de fútbol de Italia, Chiesa disputó la Eurocopa 1996 y la Copa Mundial de Fútbol de 1998; sustituyendo en esta última en último momento al atacante Fabrizio Ravanelli.
Chiesa empieza a hacerse conocido a nivel de toda la península, cuando aún joven, integra la escuadra de la Sampdoria, club en donde formó una gran dupla de ataque con Roberto Mancini, anotando 22 goles en solo 27 presentaciones; pero sin duda el equipo que lo lanzó a la fama como uno de los atacantes top de Italia, fue el Parma, en donde formó la dupla junto al argentino Hernán Jorge Crespo, anotando al fin de la temporada 10 y 15 goles cada uno respectivamente. Además, en el cuadro parmesano logró conquistar los títulos de la Copa UEFA y la Copa Italia.
En 1999 es transferido a la Fiorentina, una escuadra que tenía planes de expansión dentro de la Serie A, así, contaba con tres atacantes de lujo: Gabriel Omar Batistuta, el experimentado yugoslavo, ex-Real Madrid, Predrag Mijatović y el técnico Chiesa. En su primera temporada en el equipo toscano las cosas no le fueron muy bien, ya que las lesiones y la falta de forma le impidieron jugar periódicamente, por lo que solo completó 6 anotaciones. Para la temporada siguiente, con la partida del Batigol a la AS Roma, Chiesa encontró la continuidad que tanto deseaba, y pudo convertir 22 tantos en 30 partidos. 
Para la Temporada 2002-03, pasó a la Lazio, pero sin mucho éxito, ya que solo actuó en 12 ocasiones marcando tan solo 2 goles.
En la temporada 2003-04, regresó a Toscana, esta vez para integrar la plantilla del recién ascendido AC Siena, siendo titular habitual, e inclusive en las últimas temporadas llevando el cintillo de capitán.
Chiesa se destacó al ser un delantero que se mueve mejor por las bandas que por el centro, tenía una buena pegada, su regate y su velocidad lo hacían muy bueno en estas funciones. Fue muy bueno a la hora de replegarse para armar juego, dar habilitaciones, cobrar tiros de esquina y tiros libres.

## Clubes
| Club          | País   | Año       |
| ------------- | ------ | --------- |
| Sampdoria     | Italia | 1988-1990 |
| Teramo Calcio | Italia | 1990      |
| Calcio Chieti | Italia | 1991      |
| Sampdoria     | Italia | 1992      |
| Modena FC     | Italia | 1993      |
| Cremonese     | Italia | 1994      |
| Sampdoria     | Italia | 1995      |
| Parma         | Italia | 1996-1999 |
| Fiorentina    | Italia | 1999-2002 |
| SS Lazio      | Italia | 2002-2003 |
| AC Siena      | Italia | 2003-2008 |
| AS Figline    | Italia | 2008-2010 |